# Brecht (Bèlgica)
Brecht és un municipi belga de la província d'Anvers a la regió de Flandes. Està compost pels pobles de Brecht, Sint-Job-in-'t-Goor i Sint-Lenaarts. Limita al nord amb Wuustwezel, al nord-est amb Hoogstraten, a l'oest amb Brasschaat, a l'est amb Rijkevorsel, al sud-oest amb Schoten, al sud amb Schilde i Zoersel, i al sud-est amb Malle.

## Evolució de la població

### Seglexix
| Any      | 1806 | 1816 | 1830 | 1846 | 1856 | 1866 | 1876 | 1880 | 1890 |
| -------- | ---- | ---- | ---- | ---- | ---- | ---- | ---- | ---- | ---- |
| Població | 2350 | 2524 | 2823 | 3365 | 2541 | 2643 | 2739 | 2817 | 2981 |
|          |      |      |      |      |      |      |      |      |      |

#### Segle XX (fins a 1976)
| Any      | 1900 | 1910 | 1920 | 1930 | 1947 | 1961 | 1970 | 1976 |  |
| -------- | ---- | ---- | ---- | ---- | ---- | ---- | ---- | ---- |  |
| Població | 3466 | 4001 | 4242 | 4815 | 5579 | 7204 | 8659 | 9610 |  |
|          |      |      |      |      |      |      |      |      |  |

#### 1977 ençà
| Any       | 1977                  | 1980   | 1985   | 1990   | 1995   | 2000   | 2005   | 2006   |
| --------- | --------------------- | ------ | ------ | ------ | ------ | ------ | ------ | ------ |
| Població  | align=center\| 15.221 | 16.101 | 17.456 | 20.172 | 23.222 | 25.091 | 26.029 | 26.463 |
| Font: NIS |                       |        |        |        |        |        |        |        |